# Radosław Potrac
Radosław Joachim Potrac (ur. 1976 w Braniewie) – polski nauczyciel, społecznik, animator aktywności lokalnych, redaktor artykułów historycznych. W 2023 uhonorowany tytułem Nauczyciel Roku.

## Życiorys
Urodził się w Braniewie na Warmii. W Braniewie uczęszczał do Szkoły Podstawowej nr 2 (od 1997 Szkoła Podstawowa nr 6), następnie do Liceum Ogólnokształcącego im. Feliksa Nowowiejskiego. Przygodę z pracę społeczną, wychowaniem i edukacją rozpoczął w braniewskim hufcu ZHP, najpierw jako zuch, następnie harcerz i drużynowy 1 GGZ Wesoła Gromada oraz harcerz 9 GHDS im. Obrońców Poczty Gdańskiej. Trenował judo w braniewskim MOS „Zatoka”. Po 10 latach intensywnych treningów został pomocnikiem trenera, a następnie trenerem judo.
Po maturze wyjechał do Warszawy. Ukończył studia magisterskie w Akademii Pedagogiki Specjalnej im. Marii Grzegorzewskiej oraz studia podyplomowe o specjalnościach: nauczyciel wspierający w klasie, archeologia podwodna, historia, wychowanie do życia w rodzinie.
Pracuje jako nauczyciel historii, wychowania do życia w rodzinie oraz nauczyciel wspomagający w Szkole Podstawowej z Oddziałami Integracyjnymi nr 30 im. Powstańców 1863 r. w Warszawie. Jest założycielem innowacji pedagogicznych m.in. Akademii Kumatego Rodzica, Szkolnego Koła Turystyczno-Krajoznawczego Dreptaki, Muzeum Dwudniowego. Współpracuje z centrami Holokaustu i muzeami kultury żydowskiej w Nowym Jorku, Melbourne i Johannesburgu. Współtworzył jako członek Towarzystwa Przyjaciół Warszawy z innymi społecznikami utworzenie Domu Wsparcia dla Powstańców Warszawskich, w którym służy jako wolontariusz. Współtworzył Wspólnotę Drużyn Grunwaldzkich jako jeden z członków pierwszej Rady Wspólnoty.
Działając na rzecz edukacji dzieci i młodzieży, wykorzystuje osobiste pasje, takie jak historia, archeologia podwodna, gwara warszawska, varsaviana i Warszawa, turystyka, współpraca z organizacjami pozarządowymi i działalność społeczna.
Prezes Towarzystwa Przyjaciół Warszawy od 2024, wcześniej wiceprezes i koordynator projektu Varsavianistyczna Szkoła.
Prezes Stowarzyszenia Gwara Warszawska.
Szef Inspektoratu Turystyczno-Krajoznawczego Głównej Kwatery ZHP.
Członek Rady Programowej Muzeum Warszawy.
Członek i wiceprzewodniczący Rady Programowej ds Młodzieży Szkolnej Zarządu Głównego PTTK.
Został wybrany Nauczycielem Roku 2023.

## Wyróżnienia
Został odznaczony między innymi: Brązowym Krzyżem Zasługi (2019), Odznaką Honorową za Zasługi dla Ochrony Praw Dziecka (2018), Medalem Komisji Edukacji Narodowej, medalem i tytułem Nauczyciela Kraju Ojczystego (2018), Srebrną Odznaką Honorową PTTK, Złotą Odznaką Zasłużony w pracy PTTK wśród młodzieży, Nagrodą Rady Miasta st. Warszawy, Medalem Za ofiarność i Odwagę (2020), Medalem „Opiekun Miejsc Pamięci Narodowej”, Medalem Pamiątkowym „Pro Masovia”, Odznaką Honorową im. Krystyny Krahelskiej – Pamięci Powstania Warszawskiego. Nominowany do Nagrody im. Ireny Sendlerowej 2021. W 2025 otrzymał Odznaczenie Dumni z Powstańców.